# Altenburg (Gemeinde Windhaag)

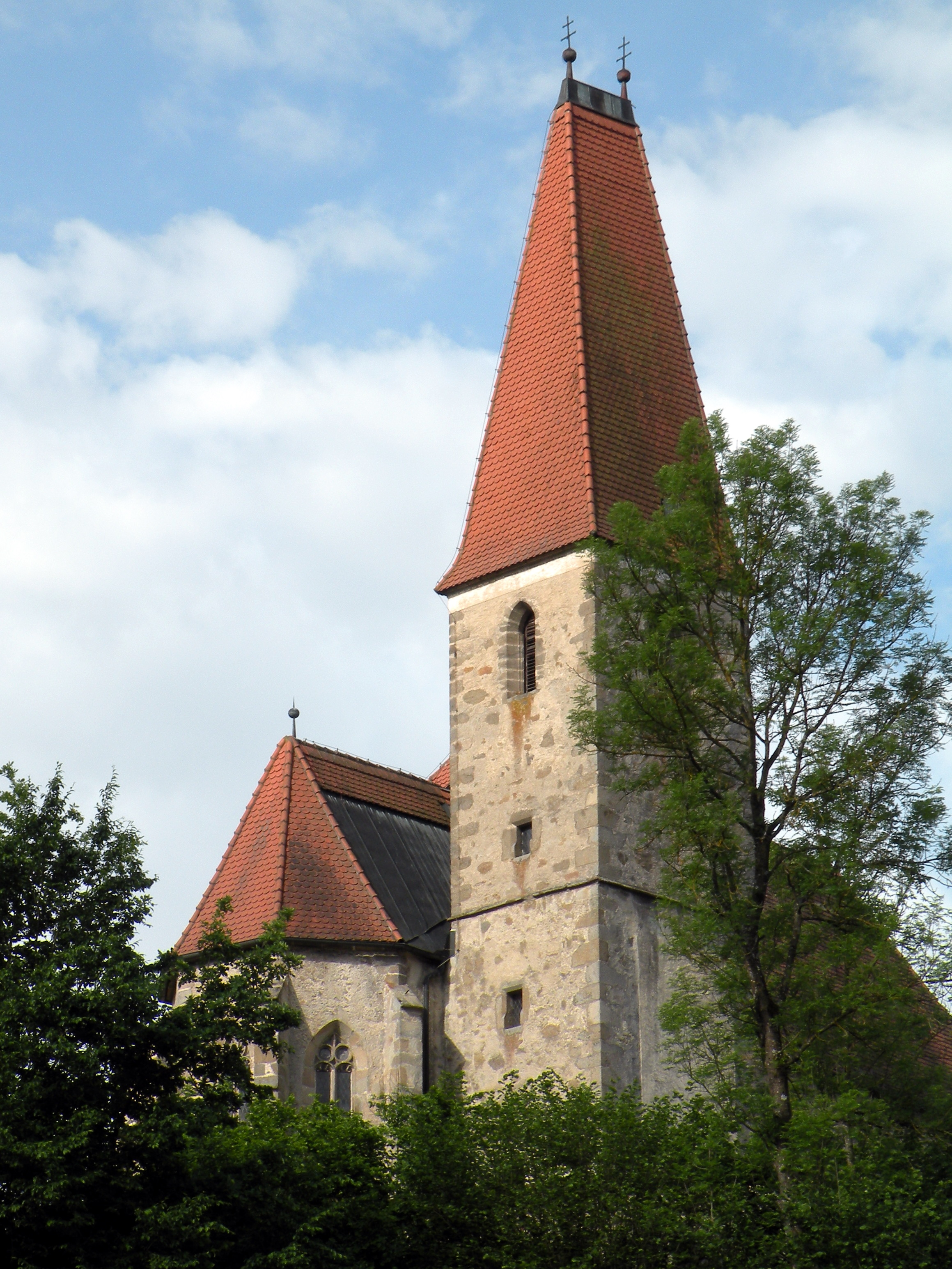
Filialkirche Altenburg

Die bis 1938 selbständige Ortsgemeinde Altenburg ist eine Katastralgemeinde  mit 620 Einwohnern (Stand: 1. Jänner 2024) sowie eine Ortschaft der Gemeinde Windhaag bei Perg mit 39 Einwohnern.
Die zur römisch-katholischen Pfarre Windhaag gehörende Filialkirche Altenburg ist wegen ihres unberührten Erhaltungszustandes eines der bedeutendsten Denkmäler des Mühlviertels.
Das in der ehemaligen Schule untergebrachte Museum Altenburg beschäftigt sich mit der Geschichte Windhaags und insbesondere mit dem Gegenreformator Joachim Enzmilner, Graf von Windhag, sowie mit seiner Tochter, Eva Magdalena von Windhag, der ersten Priorin des ehemaligen Dominikanerinnenklosters Windhaag.

## Geographie und Bevölkerung
Altenburg liegt auf 383 m ü. A. Die Katastralgemeinde Altenburg grenzt im Norden an die Katastralgemeinde Windhaag. Im Osten wird Altenburg von den Katastralgemeinden Innernstein und Münzbach der Gemeinde Münzbach und im Süden von allen drei Katastralgemeinden der Stadt Perg begrenzt. Im Westen reichen die Katastralgemeinden Lebing und Allerheiligen an Altenburg heran.
Vom nordwestlichen bis zum südwestlichen Rand der Katastralgemeinde etwa von der Kegelschmiede (heute Elektrizitätswerk Perg) bis kurz nach der Kuchlmühle begrenzt die Naarn das Gemeindegebiet. Der ebenfalls in die Naarn entwässernde Tobrabach wird im Oberlauf zunächst Modlerbach, dann Altenburgerbach bzw. Kropfmühlbach genannt.
Die Katastralgemeinde umfasst die Ortschaften bzw. Teile der Ortschaften Altenburg (39), Forndorf (129), Freindorf (33), Hochtor (185), Karlingberg (147), Kuchlmühle (8) und Pragtal (79) (die Angaben in Klammer beziehen sich auf die Einwohneranzahl zum 1. Jänner 2024). Zu diesem Stichtag lebten in der Katastralgemeinde Altenburg etwa 40 % der gesamten Bevölkerung der Gemeinde Windhaag.

## Geschichte
Um 1250 wurde Altenburg erstmals schriftlich erwähnt.

### Gemeinde Altenburg
Trotz Verlegung der Pfarrrechte von Altenburg nach Windhaag im Jahr 1782 wurde zu dieser Zeit die Katastralgemeinde Altenburg eingerichtet und nach Aufhebung der Untertänigkeitsverhältnisse 1848 wurde Altenburg eine eigene Gemeinde, die erst 1938 nach Windhaag eingemeindet wurde.
Die Bürgermeister von Altenburg waren:
- Mathäus Holzer (ab 27. Juli 1850 bis 28. Februar 1861)
- Josef Steinkellner (ab 28. Februar 1861 bis 1. August 1894)
- Franz Königshofer (ab 1. August 1894 bis 22. Oktober 1911)
- Franz Steinkellner (ab 22. Oktober 1911 bis 27. Mai 1919)
- Johann Königshofer (ab 27. Mai 1919 bis 1. November 1938)

## Sehenswürdigkeiten

### Ehemalige Pfarrkirche und Pfarre Altenburg bei Windhaag

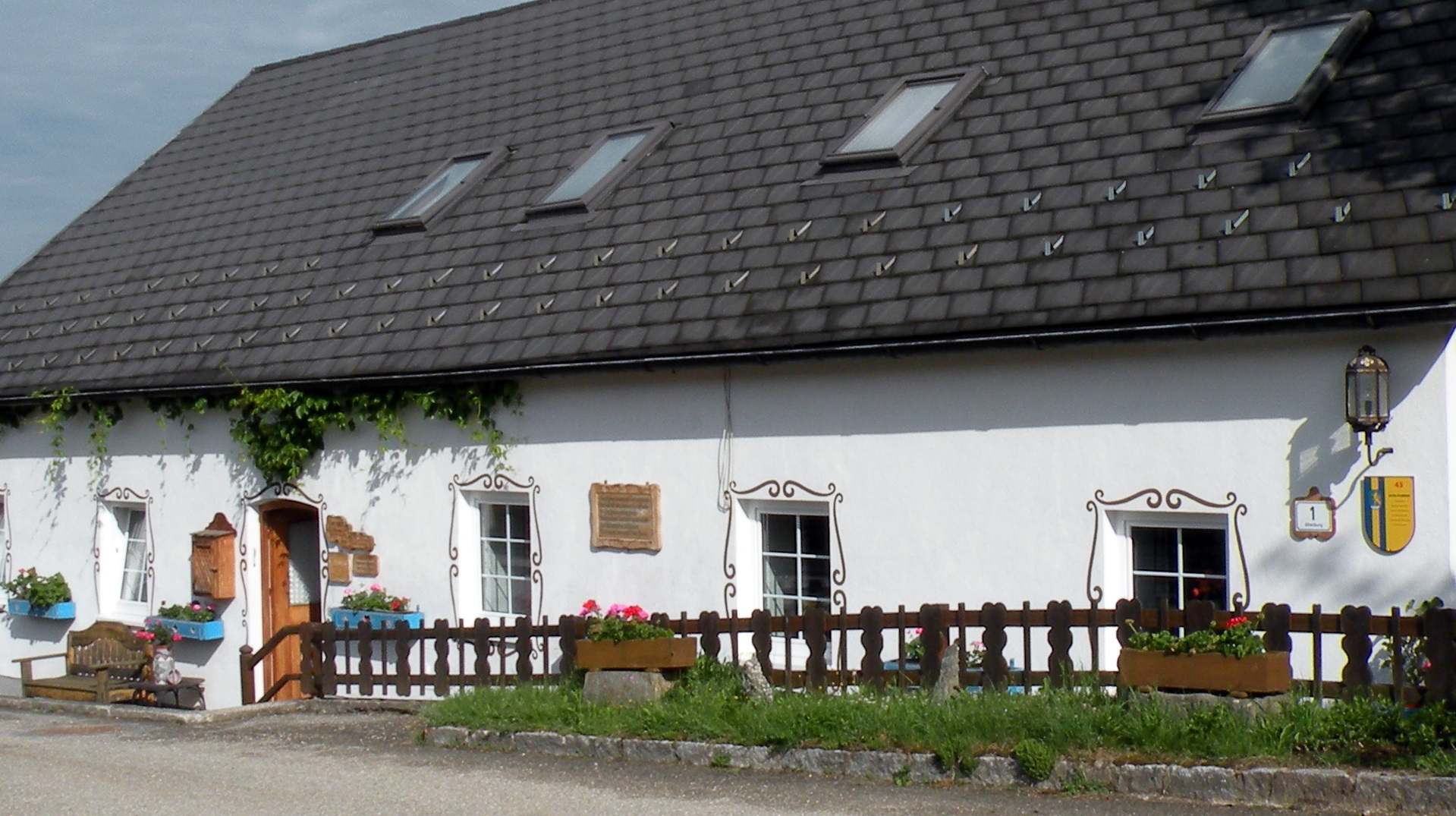
Pfarrhof Altenburg bei Windhaag

Die ehemalige Pfarrkirche Altenburg ist heute eine Filialkirche der Pfarre Windhaag bei Perg, da bereits 1782 die Pfarrrechte von Altenburg nach Windhaag verlegt worden waren.
Das ehemalige Pfarrhaus ist nach wie vor bewohnt und befindet sich in Privatbesitz. Die ehemalige Schule gehört der Gemeinde Windhaag und wird für museale Zwecke genutzt.
Auf und rund um die ehemalige Burgkirchenanlage befindet sich ein Park mit teilweise sehr steilen Pfaden und Stiegen. Auf der Südseite befindet sich unterhalb der Felskuppe eine Brücke über den Altenburgerbach sowie ein Wasserrad.

### Schloss Pragtal

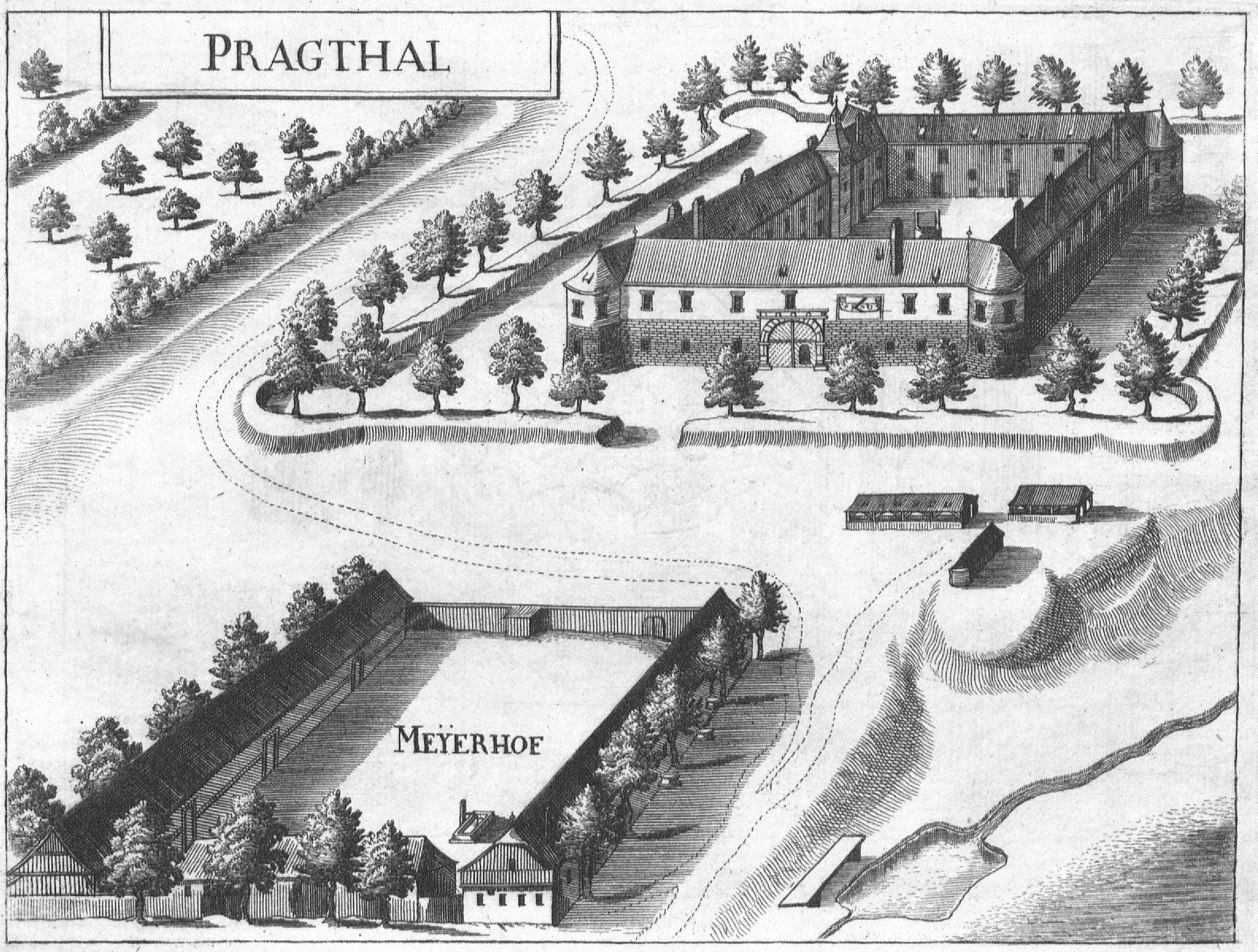
Ehemaliges Schlösschen Pragtal mit Meierhof und Ziegelofen

An das Schloss Pragtal, das von Andreas Prager 1564 auf dem Gebiet von Altenburg erbaut wurde, erinnern heute nur noch die Schloss-Schanzen. Zum Bau des Landgutes wurde Quadersteinen der verlassenen Burg Mitterberg verwendet. Der Bau war ein stockwerkhoher Vierkant, der an jedem Eck ein Rondell hatte und außen von einem Erdwall umgeben war.
Zum Schlösschen gehörten neben der Meierschaft mit großem Grundbesitz ein Ziegelofen und Weingärten in der Umgebung. Die Ziegel für den Kloster- und Kirchenbau in Windhaag wurden in Altenburg gebrannt.
Beim Bau des Dominikanerinnenklosters Windhaag wurden Steine gebraucht, weshalb Eva Magdalena Enzmilner Schloss Pragtal bis auf ein Untertanhäusl in den 1680er-Jahren abbrechen ließ und später verkaufte.

### Museum Altenburg

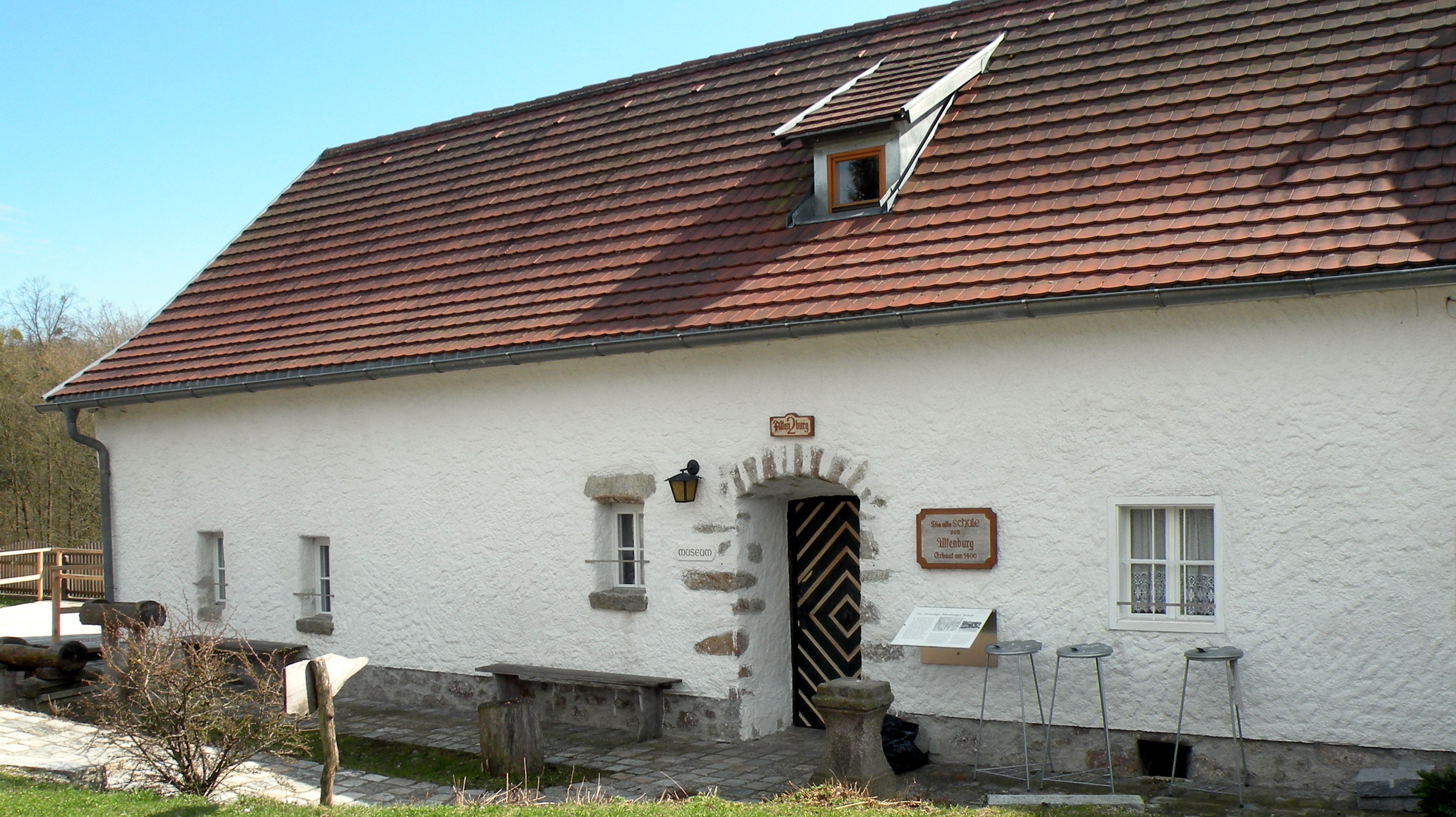
Museum Altenburg mit Ausstellung zu Joachim Enzmilner

Das Museum Altenburg wurde 2002 in einem Gebäude eingerichtet, das bereits 1344 urkundlich von der Kirche erworben wurde. Um 1600 befand sich darin die Schule von Altenburg. Das Museum befindet sich gegenüber der ehemaligen Pfarrkirche und des ehemaligen Pfarrhofs.
Die Ausstellung ist der Geschichte Windhaags und Altenburgs sowie insbesondere der Geschichte des Grafen von Windhaag und seiner Tochter Eva Magdalena gewidmet.

### Joachim-Enzmilner-Kulturparcours
Der markierte Enzmilner Kulturwanderweg beginnt beim Museum Altenburg und führt über Münzbach und Windhaag wieder zurück nach Altenburg. An insgesamt 50 Stationen wird geschichtliches Wissen vermittelt.